# Maskana (Aleppo)
Maskana (arab. ‏مَسْكَنَة‎) – miasto w Syrii, w muhafazie Aleppo. Wg danych z 2004 roku liczyło 15 477 mieszkańców.
Podczas wojny w Syrii okupowane przez terrorystów tzw. Państwa Islamskiego (ISIS). 3 czerwca 2017 odbite przez syryjską armię.